# Smíchovská radnice
Smíchovská radnice je neorenesanční budova čp. 236 na adrese Praha 5 – Smíchov, Štefánikova ulice 13. Budova je od roku 1976 zařazena do seznamu nemovitých kulturních památek.

## Historie
První volba obecního zastupitelstva proběhla dne 10. října 1848, prvním starostou (purkmistrem) byl o rok později zvolen kominický mistr Jan Hrach. Mezi významné purkmistry patřil například továrník František Ringhoffer (1862).
Na místě pozdější radnice byla na tehdejší třídě Kinského v roce 1853 postavena jednoposchoďová budova pro ubytování c. a k. četnictva s průčelím k východní straně. V ní měla městská správa pronajaty dvě místnosti. Prostor pro radnici nedostačoval, a tak byl roku 1858 celý dům od stavitele a zároveň purkmistra Josefa Bartha vykoupen za cenu 17 tisíc zlatých.
V roce 1874 byla budova přestavěna, zvýšena o druhé patro a přistavěna věž s hodinami. V nových prostorách byly také stáje pro 3 páry koní a usídlen hasičský sbor s vybavením. V roce 1876 byl chodník celé ulice vydlážděn mozaikovou dlažbou a již roku 1874 sem zavedena dvoukolejná železná dráha koňská zvaná tramway se zastávkou před radnicí

## Exteriér

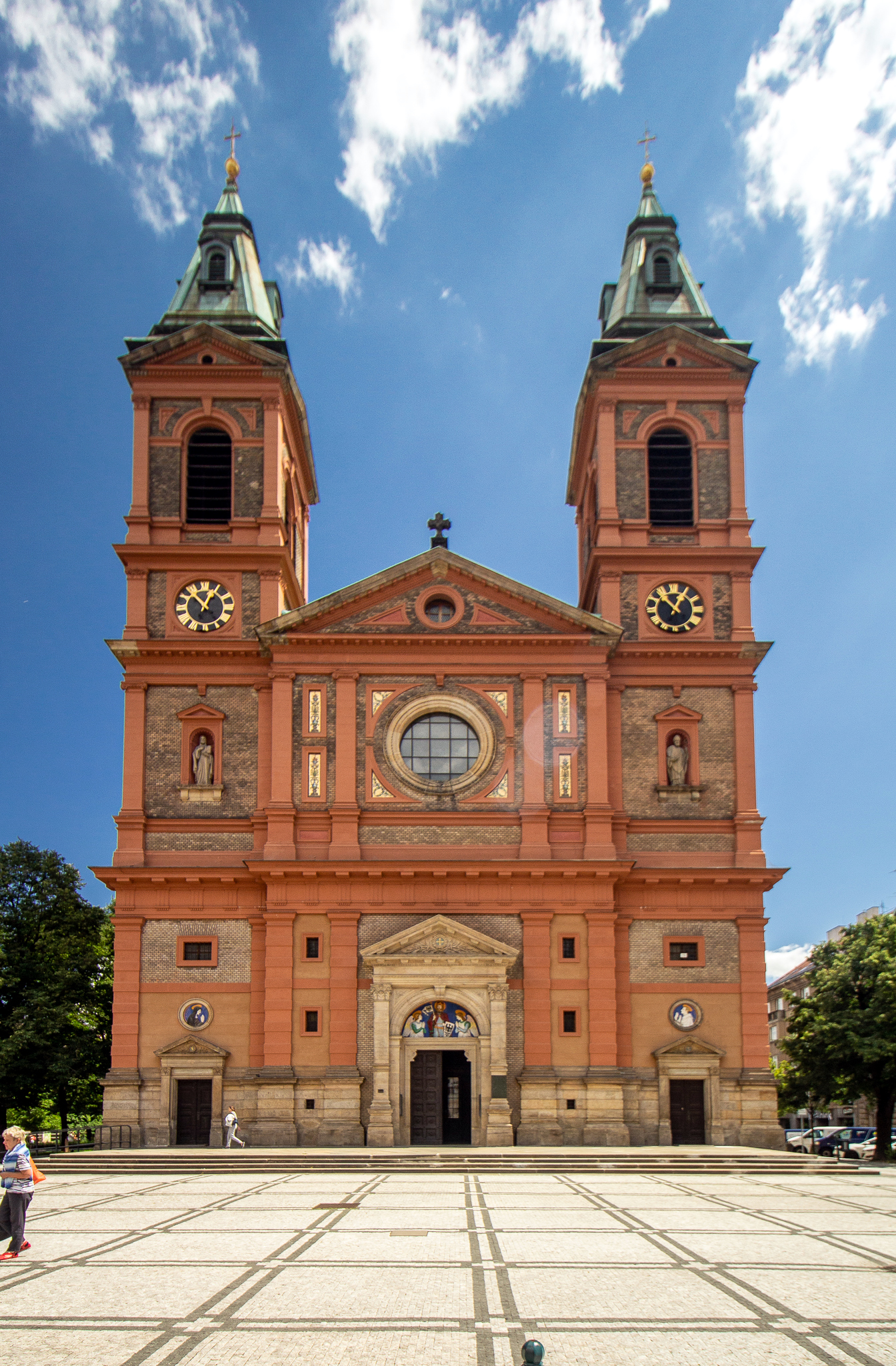
Kostel sv. Václava naproti radnici

Návrh na průčelí budovy a reprezentační prostory byl zadán architektu Josefu Schulzovi. Uprostřed průčelí domu nad střechou je věžovitá nástavba s bání, ve které jsou umístěny kruhové hodiny, ty navrhl V. Krečmer. Věž, plastickou výzdobu včetně soch a městský znak vytvořil sochař Antonín Popp.
Naproti radnici stojí výrazná budova novorománského farního kostela sv. Václava.